# 21429 Gulati
A 21429 Gulati (ideiglenes jelöléssel 1998 FG104) a Naprendszer kisbolygóövében található aszteroida. A LINEAR projekt keretében fedezték fel 1998. március 31-én.